# Charles Moore (athlétisme)
Pour les articles homonymes, voir Charles Moore et Moore.
Charles Hewes Moore Jr., né le 12 août 1929 à Coatesville (Pennsylvanie) et mort le 8 octobre 2020 à Laporte (Pennsylvanie), est un athlète américain champion olympique sur 400 m haies.
Charles Moore, qui a étudié à l'université Cornell, a été invaincu sur 440 yards haies et 400 m haies entre 1949 et 1952.
Aux Jeux olympiques d'été de 1952, il a remporté le titre sur 400 m haies et faisait partie du relais 4 × 400 m américain, comme troisième relayeur. En finale du relais, il fut dépassé par le Jamaïcain Herb McKenley, comme les derniers relayeurs des deux équipes coururent dans le même temps, la Jamaïque remporta le titre devant les États-Unis.

## Palmarès

### Jeux olympiques d'été
- Jeux olympiques d'été de 1952 à Helsinki :
  - médaille d'or sur 400 m haies ;
  - médaille d'argent en relais 4 × 400 m.